# Gazeta de Holanda
Gazeta de Holanda foi uma coluna de crônicas humorísticas de Machado de Assis publicada pelo jornal Gazeta de Notícias de 1o de novembro de 1886 até 24 de fevereiro de 1888, totalizando 48 crônicas, além de uma errata publicada pela primeira vez nos Dispersos de Machado de Assis de Jean-Michel Massa (texto 141, p. 459). Nestas crônicas o autor usou o pseudônimo Malvólio, personagem da peça Noite de Reis de Shakespeare. Originalmente as Gazetas de Holanda eram jornais e panfletos publicados por refugiados franceses em Amsterdã e Leiden nos séculos XVII e XVIII. Por serem crônicas em versos, costumam ser incluídas no volume de poesias, e não nos de crônicas, das obras completas.
A seção usava como epígrafe os versos "Voilà ce que l'on dit de moi / dans la Gazette de Hollande" ("Eis o que dizem de mim / na Gazeta de Holanda") da ópera bufa La Grande-duchesse de Gérolstein de Jacques Offenbach. Essas crônicas foram incluídas na primeira edição das Obras Completas de Machado de Assis da Editora W. M. Jackson de 1937. Compunham-se de quadras rimadas, assim:

Um doutor da mula ruça,

Caolho, coxo e maneta,

É o homem que se embuça

No papel desta gazeta.

Gazeta que, se tivesse

Outra forma, outro formato,

Pode ser que merecesse

Vir com melhor aparato.

Mas é modesta, não passa

De uma folha de parreira,

Que dá uva, que dá passa,

Que dá vinho e borracheira.

## Colaboração de Machado naGazeta de Notícias
A Gazeta de Notícias foi o jornal em que Machado de Assis colaborou por mais tempo como cronista, de 1883 até 1900, adotando vários pseudônimos. "Teve este grande jornal dos tempos do Império uma influência considerável na carreira jornalística e literária de Machado".  De 1883 a 1886 publicou, sob o pseudônimo de Lélio, os "comentários humorísticos" das "Balas de Estalo". Em 1886 publicou, sob o pseudônimo João das Regras, os diálogos de "A + B", de duração efêmera. Como os jornais da época vinham publicando folhetins rimados e a Gazeta de Notícias estava sem "poeta", Machado veio a suprir a lacuna, publicando, de 1886 a 1888, sob o pseudônimo de Malvólio, os "comentários rimados" da "Gazeta de Holanda". De 1888 a 1889, publicou "crônicas leves, alegres, bem humoradas" com o título de "Bons Dias!" e de 1892 a 1900 publicou sua coluna de mais longa duração, "A Semana".